# Thüringen
Thüringen er en tysk delstat, som ligger i centrum af Tyskland og er blandt de mindre af landets 16 delstater med et areal på 16.200 km² og 2.100.277 indbyggere (2024). Hovedstaden er Erfurt. Thüringen grænser mod Niedersachsen, Sachsen-Anhalt, Sachsen, Bayern og Hessen. Vigtige byer foruden hovedstaden er Gera, Jena, Weimar, Gotha, Eisenach og Suhl.

## Historie
Landet er opkaldt efter det thüringske folk, der boede der omkring 300 e.Kr. Thüringen kom under frankisk herredømme i det 6. århundrede og blev en del af (fra 1130 et markgrevskab i) det tysk-romerske rige. 
Den vestlige halvdel af riget blev uafhængig efter den thüringske arvefølgekrig, da den liudolfske linje af greverne uddøde og blev en stat kendt under navnet Hessen. Den resterende del af Thüringen blev regeret af Wettin-dynastiet fra Meissen, det senere kongerige Sachsen. Med delingen af slægten i 1485 blev Thüringen efterhånden opdelt i en række mindre stater, og 'Thüringen' blev fortrinsvis et geografisk begreb.
Thüringen blev en del af den napoleonske Rhin-konføderation organiseret i 1806, bekræftet på Wienerkongressen 1814-15 ved dannelsen af Det Tyske Forbund.
De thüringske stater inden for det tyske kejserrige var Sachsen-Weimar-Eisenach, Sachsen-Meiningen, Sachsen-Altenburg, Sachsen-Coburg og Gotha, Schwarzburg-Sondershausen, Schwarzburg-Rudolstadt og de to små fyrstendømmer Reuß-Greiz og Reuß-Gera.
Alle disse dynastiske småstater blev afskaffet under Weimarrepublikken, og Thüringen blev igen en politisk enhed i 1920. Kun Sachsen-Coburg-Gotha stemte for at blive en del af Bayern. Byen Erfurt forblev en del af Preussen, og Weimar blev Thüringens hovedstad. Efter 2. verdenskrig lå Thüringen i den sovjetiske besættelseszone og landet indgik herefter i DDR. Ved en omorganisering af DDR's enheder blev Erfurt en del af Thüringen og landets hovedstad.
5. december 2014 fik Die Linke (efterfølger til DDR's regeringsparti, SED) for første gang siden Tysklands genforening ministerpræsidentposten i en tysk delstat. Han blev onsdag den 5. februar 2020 afløst af Thomas Kemmerich fra FDP, som er den anden ministerpræsident fra FDP efter Reinhold Maier (Kabinett Maier (Baden-Württemberg), som var ministerpræsident 1952-1953 i Baden-Württemberg. Fra 4. marts 2020 er Bodo Ramelow igen valgt til ministerpræsident.

## Største kommuner efter indbyggertal
| Kommuner      | Landkreis               | Indbyggere    | Indbyggere    | Indbyggere    |
| Kommuner      | Landkreis               | 31. dec. 2005 | 31. dec. 2010 | Ændringer i % |
| ------------- | ----------------------- | ------------- | ------------- | ------------- |
| Erfurt        | kreisfri                | 202.844       | 204.994       | +1,06         |
| Jena          | kreisfri                | 102.532       | 105.129       | +2,53         |
| Gera          | kreisfri                | 103.948       | 99.262        | -4,51         |
| Weimar        | kreisfri                | 64.594        | 65.479        | +1,37         |
| Gotha         | Gotha                   | 46.896        | 45.593        | -2,78         |
| Nordhausen    | Nordhausen              | 44.537        | 44.296        | -0,54         |
| Eisenach      | Wartburgkreis           | 43.727        | 42.750        | -2,23         |
| Suhl          | kreisfrei               | 42.689        | 38.776        | -9,17         |
| Mühlhausen    | Unstrut-Hainich-Kreis   | 37.285        | 35.978        | -3,51         |
| Altenburg     | Altenburger Land        | 37.781        | 34.972        | -7,43         |
| Saalfeld      | Saalfeld-Rudolstadt     | 28.163        | 27.008        | -4,10         |
| Ilmenau       | Ilm-Kreis               | 26.737        | 26.022        | -2,67         |
| Arnstadt      | Ilm-Kreis               | 25.722        | 25.000        | -2,81         |
| Rudolstadt    | Saalfeld-Rudolstadt     | 25.397        | 23.762        | -6,44         |
| Sondershausen | Kyffhäuserkreis         | 24.914        | 23.142        | -7,11         |
| Apolda        | Weimarer Land           | 24.500        | 23.131        | -5,59         |
| Sonneberg     | Sonneberg               | 23.805        | 22.356        | -6,09         |
| Greiz         | Greiz                   | 23.764        | 21.792        | -8,30         |
| Meiningen     | Schmalkalden- Meiningen | 22.389        | 21.590        | -3,57         |

## Administrativ opdeling
Thüringen er opdelt i 17 landkreise og 5 kreisfrie kommuner. Pr. 1. januar 2024 605 kommuner.
| 1.  |  | Altenburger Land (Altenburg)         |  | 2.  |  | Eichsfeld (Heilbad Heiligenstadt)  |
| 3.  |  | Gotha                                |  | 4.  |  | Greiz                              |
| 5.  |  | Hildburghausen                       |  | 6.  |  | Ilm-Kreis (Arnstadt)               |
| 7.  |  | Kyffhäuserkreis (Sondershausen)      |  | 8.  |  | Nordhausen                         |
| 9.  |  | Saale-Holzland-Kreis (Eisenberg)     |  | 10. |  | Saale-Orla-Kreis (Schleiz)         |
| 11. |  | Saalfeld-Rudolstadt (Saalfeld/Saale) |  | 12. |  | Schmalkalden-Meiningen (Meiningen) |
| 13. |  | Sömmerda                             |  | 14. |  | Sonneberg                          |
| 15. |  | Unstrut-Hainich-Kreis (Mühlhausen)   |  | 16. |  | Wartburgkreis (Bad Salzungen)      |
| 17. |  | Weimarer Land (Apolda)               |  |     |  |                                    |

- Kreisfrie kommuner:  Erfurt –  Gera –  Jena –  Suhl –  Weimar -

## Ministerpræsidenter i Thüringen
Ministerpræsidenten i Thüringen er formand for delstatens Landesregierung. Følgende har været ministerpræsident i delstaten:
- 1945: Hermann Brill
- 1945 – 1947: Rudolf Paul
- 1947 – 1952: Werner Eggerath
- 1952 – 1990: Thüringen opdelt i DDR-områderne (DDR-Bezirke) Erfurt, Gera og Suhl.
- 1990 – 1992: Josef Duchac (CDU)
- 1992 – 2003: Bernhard Vogel (CDU)
- 2003 – 2009: Dieter Althaus (CDU)
- 2009 – 2014: Christine Lieberknecht (CDU)
- 2014– 2020: Bodo Ramelow (Die Linke)
- 2020:  Thomas Kemmerich (FDP)
- Siden 2020: Bodo Ramelow (Die Linke)